# Clusia diamantina
Clusia diamantina är en tvåhjärtbladig växtart som beskrevs av V. Bittrich. Clusia diamantina ingår i släktet Clusia och familjen Clusiaceae. Inga underarter finns listade i Catalogue of Life.